# إدوارد ماديسكي
إدوارد ماديسكي (بالبولندية: Edward Madejski) مواليد 11 أغسطس 1914 في كراكوف، الإمبراطورية النمساوية المجرية - الوفاة 15 فبراير 1996 في بيطوم، بولندا، هو لاعب كرة قدم بولندي سابق، كان يلعب في مركز حراسة المرمى. سبق له أن لعب في كأس العالم لكرة القدم مع منتخب بلاده في مونديال عام 1938.

## المسيرة الاحترافية

### أندية لعب لها
- فيسوا كراكوف

## روابط خارجية
- إدوارد ماديسكي على موقع الاتحاد الدولي (مؤرشف)  (الإنجليزية)
- إدوارد ماديسكي على موقع قاعدة بيانات كرة القدم.إي يو (الإنجليزية)
- إدوارد ماديسكي على موقع أوليمبيديا (الإنجليزية)